# Daniel Garric
Daniel Garric, né à Paris 14e le 16 novembre 1929 et mort à Paris 7e le 24 juillet 1997, est un journaliste et un pionnier de l'informatique en France.

## Parcours
Daniel Garric, grand voyageur, polyglotte, passionné, curieux, avait été reporter à France-Soir, puis au Figaro, (à Rio de Janeiro notamment où il était le correspondant du quotidien pour toute l'Amérique du Sud), avant d'être appelé à rejoindre  la rédaction de l'hebdomadaire Le Point, dès sa création en août 1972, 
Daniel Garric s'était très vite passionné pour l'aventure extra-terrestre, spatiale et la conquête lunaire américaine. Il fut - avec dix ans d'avance sur ses confrères - le pionnier et le prophète de l'informatique, surtout de la micro-informatique et des multimédias. Dans ses livres précurseurs comme L'informatique, révolution totale (1969) ou  L'homme électribal (1972) dans ses articles du Point et notamment dans sa rubrique « Futurs » - il révélait les aventures à venir de  la science et des technologies. Il avait  créé une entreprise pour développer des CD-ROM originaux (premiers titres parus : Léonard de Vinci, Napoléon, Einstein). Il était un des proches amis de Steve Jobs, le créateur d'Apple qui descendait chez lui, rue de l'Université, à Paris, lorsqu'il venait en France dans les années 1970-80,.